# Martin Larsson (fotbollsmålvakt)
Gustav Martin Larsson, född 12 juni 1908 i Svedvi församling, död 2 juni 1993 i Hallstahammar, var en svensk fotbollsmålvakt.
Larsson representerade på klubbnivå Hallstahammars SK mellan 1927 och 1931. Han spelade en A-landskamp för Sverige den 26 juli 1931 i en 6–0-vinst över Lettland, där även lagkamraterna Gustav Berg och Nils Berggren debuterade.